# Minden (Luisiana)
Minden é uma cidade localizada no estado americano de Luisiana, na Paróquia de Webster.

## Demografia
Segundo o censo americano de 2000, a sua população era de 13.027 habitantes.
Em 2006, foi estimada uma população de 13.251, um aumento de 224 (1.7%).

## Geografia
De acordo com o United States Census Bureau tem uma área de
31,0 km², dos quais 30,8 km² cobertos por terra e 0,2 km² cobertos por água.

## Localidades na vizinhança
O diagrama seguinte representa as localidades num raio de 20 km ao redor de Minden.